# Cheick Tioté
Cheick Ismael Tioté, född 21 juni 1986 i Yamoussoukro i Elfenbenskusten, död 5 juni 2017 i Peking, Kina, var en ivoriansk fotbollsspelare som spelade bland annat för Newcastle United FC.
Tioté spelade tidigare i RSC Anderlecht, Roda JC och FC Twente och han representerade Elfenbenskusten i VM 2010 och VM 2014.
Tioté avled i Peking den 5 juni 2017 efter att drabbats av ett misstänkt hjärtstillestånd under en träning.